# 478 př. n. l.

## Události
- Byzantion je osvobozen od perské nadvlády a stává se spojencem Athén
- založen Athénský námořní spolek

## Úmrtí
Gelón – vládce Sicílie a Řecka

## Hlava státu
- Perská říše – Xerxés I. (486 – 465 př. n. l.)
- Egypt – Xerxés I. (486 – 465 př. n. l.)
- Sparta – Pleistarchos (480 – 458 př. n. l.) a Leótychidás II. (491 – 469 př. n. l.)
- Athény – Xanthippus (479 – 478 př. n. l.) » Timosthenes (478 – 477 př. n. l.)
- Makedonie – Alexandr I. (498 – 454 př. n. l.)
- Římská republika – konzulé L. Aemilius Mamercus, C. Servilius Structus Ahala a Opiter Verginius Tricostus Esquilinus (478 př. n. l.)
- Syrakusy – Gelo (491 – 478 př. n. l.) » Hiero I. (478 – 466 př. n. l.)
- Kartágo – Hanno II. (480 – 440 př. n. l.)